# Анастасия Димитрова-Мозер
Вижте пояснителната страница за други личности с името Анастасия Димитрова.
Анастасия Георгиева Димитрова-Мозер е български политик, главен секретар на БЗНС от 1992 до 1997 година, народен представител в XXXVII, XXXVIII и XXXIX народно събрание, заместник-председател на XL народно събрание.

## Биография
Анастасия Димитрова е родена на 30 юни 1937 година в София, Царство България, в семейството на лидера на БЗНС „Пладне“ Георги М. Димитров и на Мария Димитрова. Заедно с родителите си емигрира от България през 1945 година.
Получава бакалавърска степен по френски език и магистърска от Института за езици и лингвистика към католическия йезуитски университет „Джорджтаун“ във Вашингтон. След това получава докторска степен по романски езици от университета „Джордж Вашингтон“ във Вашингтон. Работи като журналистка за „Гласът на Америка“.
Завръща се в България през 1992 година. Тя е основателка и лидер (до 2011 г.) на партията БЗНС – Народен съюз (след 2008 г.: „Обединени земеделци“). От 2008 до 2011 г. е лидер на партия Обединени земеделци. Директор е на вестник „Народно земеделско знаме“.

## Семейство
Анастасия Димитрова е омъжена за Чарлз Мозер (6 януари 1934 г. – 11 декември 2006 година). Двамата сключват брак на 14 септември 1968 г. в протестантската църква „Света Агнеса“ във Вашингтон. След 2 години се венчават и в сръбската църква „Свети Лука“.